# Nowinki (Leszczany)
Nowinki – część wsi Leszczany w Polsce położona w województwie lubelskim, w powiecie chełmskim, w gminie Żmudź.
W latach 1975–1998 Nowinki należały administracyjnie do województwa chełmskiego.